# Jean-Jacques Tizié
Jean-Jacques Tizié (* 7. September 1972 in Abidjan) ist ein ehemaliger ivorischer Fußballtorwart. 

## Karriere
Zu seiner erfolgreichsten Zeit spielte er für den tunesischen Verein Espérance Tunis. Zuvor war er bei Africa Sports National in seinem Heimatland aktiv. Dorthin kehrte er 2008 noch einmal zurück, bevor er seine Karriere beendete.
Bis zur Fußball-Weltmeisterschaft 2006 bestritt er 24 Länderspiele für die ivorische Nationalmannschaft. Sein größter sportlicher Erfolg neben der WM-Qualifikation war der zweite Platz bei der Afrika-Meisterschaft 2006.